# 1469
1469. је била проста година.

## Догађаји

### Октобар
- 18. октобар — Краљица Изабела од Кастиље удала се за арагонског краља Фердинанда II, чиме су под једном круном уједињене готово све шпанске хришћанске земље.

## Рођења

### Јануар
- 3. мај — Николо Макијавели, италијански ренесансни филозоф (†21. јун 1527).

## Смрти

### Јун
- 8. октобар — Фра Филипо Липи, италијански ренесансни сликар,